# Philipp Freiherr von Boeselager

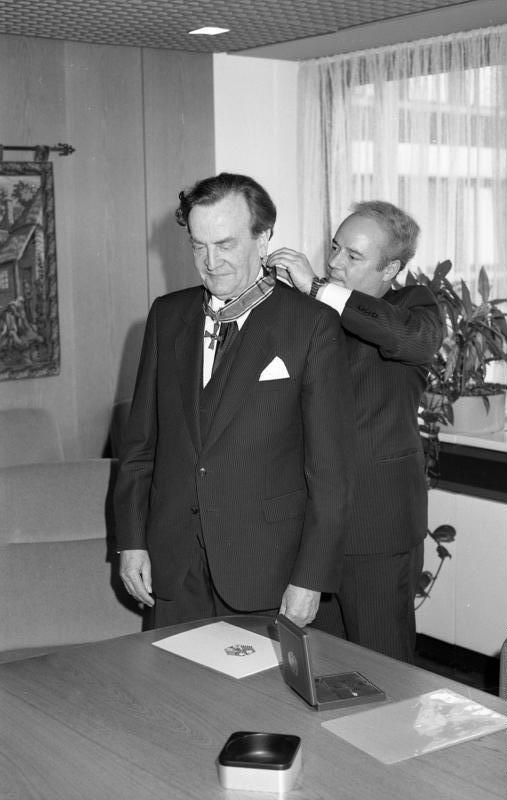
Philipp Freiherr von Boeselager erhält 1989 das Bundesverdienstkreuz durch den parl. Staatssekretär Wolfgang von Geldern

Philipp Freiherr von Boeselager (* 6. September 1917 in Heimerzheim; † 1. Mai 2008 in Altenahr) war ein deutscher Forstverbandsfunktionär, früherer Berufsoffizier der Wehrmacht und Reserveoffizier der Bundeswehr. Er war einer der letzten Überlebenden des innersten Kreises der militärischen Widerstandsgruppe um Generalmajor Henning von Tresckow und Oberst Claus Schenk Graf von Stauffenberg, die am 20. Juli 1944 ein Attentat auf Adolf Hitler verübten. Nach dem Zweiten Weltkrieg war er entscheidend an der Entwicklung der deutschen Forstwirtschaft beteiligt, so von 1968 bis 1988 als Vorsitzender der Arbeitsgemeinschaft Deutscher Waldbesitzerverbände (AGDW).

## Leben

### Familie und Ausbildung
Philipp Freiherr von Boeselager wurde 1917 als fünftes von neun Kindern des Freiherrn Albert von Boeselager (1883–1956) und seiner Gattin Freiin Maria-Theresia von Salis-Soglio (1890–1968) auf dem Stammsitz seiner Familie, der Wasserburg Heimerzheim, geboren. Sein Ururgroßvater Maximilian Anton (1775–1821) war Maire in Münster. Zu den Verwandten zählten der Diplomat und Gegner des Nationalsozialismus, Wilhelm Freiherr von Ketteler, sowie sein Großonkel Clemens August Graf von Galen. Sein Elternhaus war geprägt vom rheinischen Katholizismus. Der Sohn Albrecht Freiherr von Boeselager ist ein Jurist. Der Sohn Georg ist Bankier in Frankfurt am Main und dessen Sohn Damian Gründer der Partei Volt Europa und seit 2019 Mitglied im neunten Europäischen Parlament.
Schon als Kind war er aufgrund seiner katholischen Erziehung antipreußisch eingestellt und skeptisch gegenüber den Nationalsozialisten. Früh missfiel ihm, dass aus den Schulen die Kreuze entfernt wurden. Im Jahre 1936 legte Boeselager sein Abitur im Aloisiuskolleg des Jesuitenordens in Bad Godesberg ab. Zunächst wollte er Rechtswissenschaft studieren, um in den Auswärtigen Dienst gehen zu können. Sein Großvater riet ihm wegen der Nazis ab und empfahl ihm stattdessen, in die Armee einzutreten. 1936 trat Boeselager in das Reiter-Regiment 15 in Paderborn ein und wurde am 1. September 1938 zum Leutnant befördert.
Als seinen ihn durchs Leben begleitenden und von Kindheit an prägenden Wahlspruch nannte er das lateinische Sprichwort Etiam si omnes, ego non (frei übersetzt: Auch wenn alle mitmachen, ich nicht). Es ist auch die Inschrift eines 1648 erbauten Fachwerkhauses unterhalb seiner Burg Kreuzberg, das Boeselager zu seinem Alterssitz gemacht hatte.

### Das Attentat auf Hitler
Als Ordonnanzoffizier von Generalfeldmarschall Günther von Kluge an der Ostfront eingesetzt, erfuhr er 1941 erstmals vom Holocaust und dem Porajmos. Durch Begegnungen mit hohen SS- und Parteiführern wuchs seine Überzeugung darüber, wie gewissenlos die Nationalsozialistische Deutsche Arbeiterpartei mit Menschenleben umging. 1942 lernte er Henning von Tresckow bei dessen täglichem Lagevortrag in der besetzten Sowjetunion kennen und schloss sich seiner Widerstandsgruppe an.
Am 13. März 1943 war Freiherr von Boeselager als Offizier der Wehrmacht an einem versuchten Attentat auf Hitler beteiligt. Als sich bei einem Frontbesuch Hitlers die Möglichkeit für ein Attentat ergab, meldeten sich Philipp, sein Bruder Georg und sechs weitere Anwesende freiwillig für die Ausführung. Hitler sollte erschossen werden. Generalfeldmarschall von Kluge erfuhr jedoch von diesem Plan und verbot ihn, zumal auch Himmler nicht mit anwesend war und man bürgerkriegsähnliche Verhältnisse zwischen Heer und SS befürchtete.
Im Infanterieregiment 11 hatte von Boeselager während des Zweiten Weltkrieges eine heerestechnische Versuchseinheit aufgebaut und sich somit verschiedene deutsche und erbeutete Sprengstoffe besorgen können. Hieraus traf er nach Versuchen eine Auswahl für zwei Bomben, die Hitler im Flugzeug nach einem Besuch an der Ostfront töten sollten. Fabian von Schlabrendorff verbrachte die als Cognacflaschen getarnten Bomben in das Flugzeug Hitlers. Das Attentat scheiterte, wie Boeselager sagte, da die Zünder im unbeheizten Gepäckraum des Flugzeugs eingefroren waren. Er selbst sei äußerst überrascht gewesen von der Nachricht der sicheren Landung von Hitlers Flugzeug in der Wolfsschanze.
Zusammen mit seinem Bruder Georg gehörte er zu den Verschwörern des Attentats vom 20. Juli 1944. Philipp von Boeselager war Kommandeur des Reiter-Regiments 31 der 3. Kavallerie-Brigade mit sechs Schwadronen (1200 Mann), die am 18. Juli 1944 mit den Pferden zunächst in Richtung Brest-Litowsk ritten. Von dort sollten sie mit Lastkraftwagen nach Warschau fahren und von da aus mit Flugzeugen zum „führerlosen“ Berlin fliegen, um das Prinz-Albrecht-Palais und die Gestapo-Zentrale zu besetzen. Als er durch seinen Bruder Georg mit dem Code „Zurück in die alten Löcher“ gewarnt wurde und vom Scheitern des Anschlages auf Hitler erfuhr, ließ er nach 200 km sofort kehrtmachen, um wieder zu den alten Stellungen zurückzukehren und unbemerkt zu bleiben. Er überlebte, weil „Tresckow Selbstmord verübte und Widerstandskämpfer Fabian von Schlabrendorff auch unter Folter keine Namen preisgab“.

### Nach 1945
Nach dem Zweiten Weltkrieg studierte Freiherr von Boeselager Jura und Volkswirtschaft in Köln und absolvierte ein Forstpraktikum. 1948 heiratete er Rosa Maria Gräfin von Westphalen zu Fürstenberg (1924–2014), mit der er vier Kinder bekam, und zog auf die Burg Kreuzberg in Altenahr.

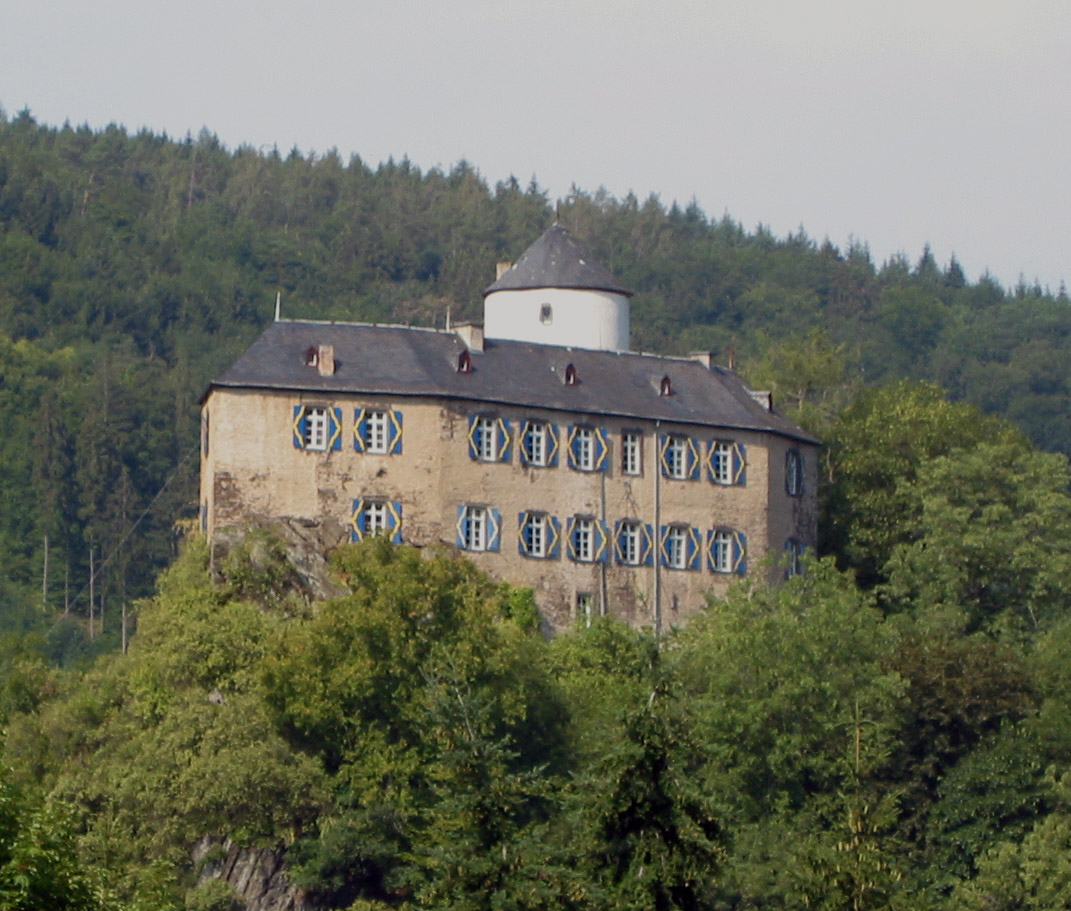
Nach dem Zweiten Weltkrieg lebte Philipp Freiherr von Boeselager bis zu seinem Tode mit seiner Familie auf Burg Kreuzberg in Kreuzberg (Ahr).

Jahrzehntelang leitete er den Forstbetrieb der Familie in Kreuzberg an der Ahr. In der Folgezeit engagierte sich Freiherr von Boeselager in verschiedenen Organisationen und Gremien der deutschen Forstwirtschaft und bekleidete hohe Ämter in der forstlichen Interessenvertretung. Dabei machte er sich auf herausragende Weise um Wald und Waldbesitz verdient, was sich in vielen hohen Auszeichnungen und Ehrenmitgliedschaften spiegelte. Die Entwicklung der deutschen Forstwirtschaft nach dem Krieg ist untrennbar mit seinem Namen verbunden.
1952 war er Gründungsvorsitzender des Waldbauvereins Ahrweiler, dem er bis zu seinem Tod vorstand. 50 Jahre lang hatte er zudem das Amt des stellvertretenden Vorsitzenden des Waldbesitzerverbandes von Rheinland-Pfalz inne. Auch auf Bundesebene betätigte er sich forstpolitisch. Von 1968 bis 1988 war er Vorsitzender der Arbeitsgemeinschaft Deutscher Waldbesitzerverbände (AGDW), des Bundesverbands der privaten und kommunalen Waldbesitzer in Deutschland. Außerdem führte er als erster Vorsitzender den Absatzfonds der deutschen Forstwirtschaft – heute Holzabsatzfonds (HAF). Er brachte auf den Weg, dass der Wirtschaftsbereich „Holz“ 1969 Teil des Absatzfonds der deutschen Land-, Forst- und Ernährungswirtschaft und die Forstwirtschaft fest in der Bund-Länder-Gemeinschaftsaufgabe „Verbesserung der Agrarstruktur und des Küstenschutzes“ (GAK) verankert wurde.
Besonderes Anliegen waren ihm die Selbstverwaltung des bäuerlichen Waldbesitzes sowie die Erhaltung und Stärkung des privaten und kommunalen Waldeigentums. Da es ihm stets darum ging, den Waldbesitz in seiner breiten Eigentumsstreuung zu bewahren, unterstützte er auch die Forderungen nach einer Rückgabe der im Zuge der Bodenreform zwischen 1945 und 1949 enteigneten und später in Staatsbesitz befindlichen Waldflächen an die ursprünglichen Eigentümer.
In den 1950er Jahren gehörte er zum Personalgutachterausschuss, der über die Einstellung ehemaliger Wehrmachtoffiziere in die Bundeswehr entschied. In der Bundeswehr diente Philipp Freiherr von Boeselager später als Oberstleutnant der Reserve.
Er gehörte auch zu den Gründungsmitgliedern des WWF Deutschland.
Bereits am 13. März 1946 wurde Boeselager in den Malteserorden aufgenommen und gehörte mit zu den Gründern des Malteser Hilfsdienstes. Auch die von der Deutschen Assoziation des Ordens durchgeführten Krankenwallfahrten nach Lourdes gehen auf seine Initiative zurück und er war lange Jahre als Lourdes-Kommissar des Ordens tätig. Boeselager hatte zuletzt im Malteserorden den Rang eines Ehren- und Devotions-Großkreuz-Bailli in Obedienz. Sein Sohn Albrecht setzt diese Tradition fort. Dieser war von 1989 bis 2014 Großhospitalier sowie von 2014 bis 2022 Großkanzler des Souveränen Malteserordens.
Freiherr von Boeselager war ein gefragter Zeitzeuge und berichtete in Schulen und bei vielen öffentlichen Anlässen über seine Erfahrungen und Ansichten. Er gab zahlreichen Fernseh- und Radiosendern sowie Zeitungen und Zeitschriften Interviews, u. a. auch der Jungen Freiheit, sowie in der Frankfurter Allgemeinen Zeitung drei Wochen vor seinem Tod. Außerdem unterschrieb er den Appell für Pressefreiheit der Jungen Freiheit anlässlich der Leipziger Buchmesse.
Als gläubiger Katholik setzte er sich für den Schutz des ungeborenen Lebens gegen Abtreibung ein. Aus Protest gegen den „Abtreibungskompromiss“ trat er 1993 aus der CDU aus – wie er schrieb, „in Konsequenz der zentralen Ziele – wie des Rechts auf Leben –, für deren Wiederherstellung die Männer des 20. Juli hingerichtet worden sind“.
Freiherr von Boeselager war zudem Schirmherr der Boeselager-Wettkämpfe, eines internationalen militärischen Vielseitigkeitswettkampfes der Panzeraufklärungstruppe in Erinnerung an seinen Bruder Oberst Georg Freiherr von Boeselager.
Philipp Freiherr von Boeselager starb in der Nacht auf den 1. Mai 2008 auf der Burg Kreuzberg in Kreuzberg bei Altenahr.

## Namensgeber
Am 7. Oktober 2009 wurde im Beisein seiner Witwe, Rosa Maria Freifrau von Boeselager, die Kaserne des seinerzeitigen Kommandos Strategische Aufklärung in Gelsdorf durch den damaligen Bundesminister der Verteidigung, Franz Josef Jung, in „Philipp-Freiherr-von-Boeselager-Kaserne“ benannt. Zudem ist die Philipp-Freiherr-von-Boeselager-Kaserne der Bundeswehr in Flensburg, in der die mittlerweile anderweitig unterstellte Schule für Strategische Aufklärung stationiert ist, und die Freiherr-von-Boeselager-Kaserne in Munster nach ihm benannt. In letzterer ist unter anderem das Panzerlehrbataillon 93 stationiert.
2010 wurde die Realschule in Bad Neuenahr-Ahrweiler in „Philipp Freiherr von Boeselager Realschule Ahrweiler“ umbenannt.

## Ehrungen und Auszeichnungen

### Wehrmacht
- Ritterkreuz des Eisernen Kreuzes am 20. Juli 1944[14]
- Ehrenblattspange des Heeres am 5. Januar 1944[14]
- Eisernes Kreuz (1939) II. und I. Klasse
- Nahkampfspange in Bronze
- Allgemeines Sturmabzeichen
- Medaille Winterschlacht im Osten 1941/42
- Verwundetenabzeichen (1939) in Silber im Jahre 1944

### Bundesrepublik Deutschland
- Verdienstkreuz am Bande des Verdienstordens der Bundesrepublik Deutschland (1968)
- Verdienstkreuz 1. Klasse des Verdienstordens der Bundesrepublik Deutschland (1977)
- Großes Verdienstkreuz des Verdienstordens der Bundesrepublik Deutschland (20. April 1989)[15]
- Ehrenmitglied der Rheinischen Ritterschaft und deren Ritterhauptmann z. D.
- Ehrenvorsitzender der Arbeitsgemeinschaft Deutscher Waldbesitzerverbände[2]
- Goldene Medaille der Landwirtschaftskammer Rheinland-Pfalz 1982[16]
- Andreas-Hermes-Medaille des Deutschen Bauernverbandes 1987[2]
- Professor-Niklas-Medaille in Gold des Bundesministeriums für Ernährung, Landwirtschaft und Forsten (Auszeichnung am 8. September 1997) [1]
- Ehrenmitglied der Katholischen Deutschen Studentenverbindung K.D.St.V. Ripuaria Bonn im CV seit 2000
- Offizier der Französischen Ehrenlegion (Ernennung im Januar 2004)
- Ehrenmitgliedschaft des Waldbesitzerverbandes von Rheinland-Pfalz seit 2005[2]
- Erster Ehrenbürger des Landkreises Ahrweiler (Ernennung am 15. Juni 2005)
- Verdienstorden des Landes Rheinland-Pfalz (Dezember 2007)

## Zitate
„Was auch in der Schule ertragen werden muss von den Lehrern, man muss von Kind an Zivilcourage üben, das ist entscheidend wichtig und nicht, dass man sich nur duckt.“

„Die Überlebenden einer Tragödie sind niemals deren Helden.“

„Ich bin gar nicht mutig gewesen.“

„Die Nationalsozialisten standen mit ihrer Anmaßung, über ‚lebensunwertes‘ Leben zu richten – seien es Behinderte, ‚Fremdrassige‘ oder sozial Andersartige –, in geistiger Tradition der atheistisch-jakobinischen Französischen Revolution und der blutigen kommunistischen Herrschaft seit 1917. Und sie finden ihre Nachfolger in allen Heutigen, soweit diese danach streben, menschliches Leben zu relativieren. Seit 1976, seit der Novellierung des Paragraphen 218, sind in Deutschland laut Dunkelziffer vermutlich bis zu acht Millionen ungeborene Kinder dieser neuen Hybris zum Opfer gefallen. Eine ethische Katastrophe unerhörten Ausmaßes!“

### Sekundärliteratur
- Reinhard Scholzen: Heeresaufklärung. Motorbuch-Verlag, Stuttgart 2012, S. 24: Der Boeselager Pokal. ISBN 978-3-613-03408-2.
- Kaltenbrunner-Berichte an Bormann und Hitler über das Attentat vom 20. Juli 1944. In: Hans-Adolf Jacobsen (Hrsg.): Spiegelbild einer Verschwörung. Seewald, Stuttgart 1961. DNB. ISBN 3-512-00657-4.

## Film
- Der Baron und die Bombe. Dokumentarfilm, Deutschland, 2007, 29 Min., Buch und Regie: Christian Pricelius und Tim Lienhard, Produktion: SWR, Reihe: Bekannt im Land, Erstsendung: 20. Juli 2007 bei SWR, Inhaltsangabe von ARD. Hintergrundinformationen bei Stiftung Rheinland-Pfalz für Kultur. Jahresbericht 2007, S. 54–55 .